# Zerstörer

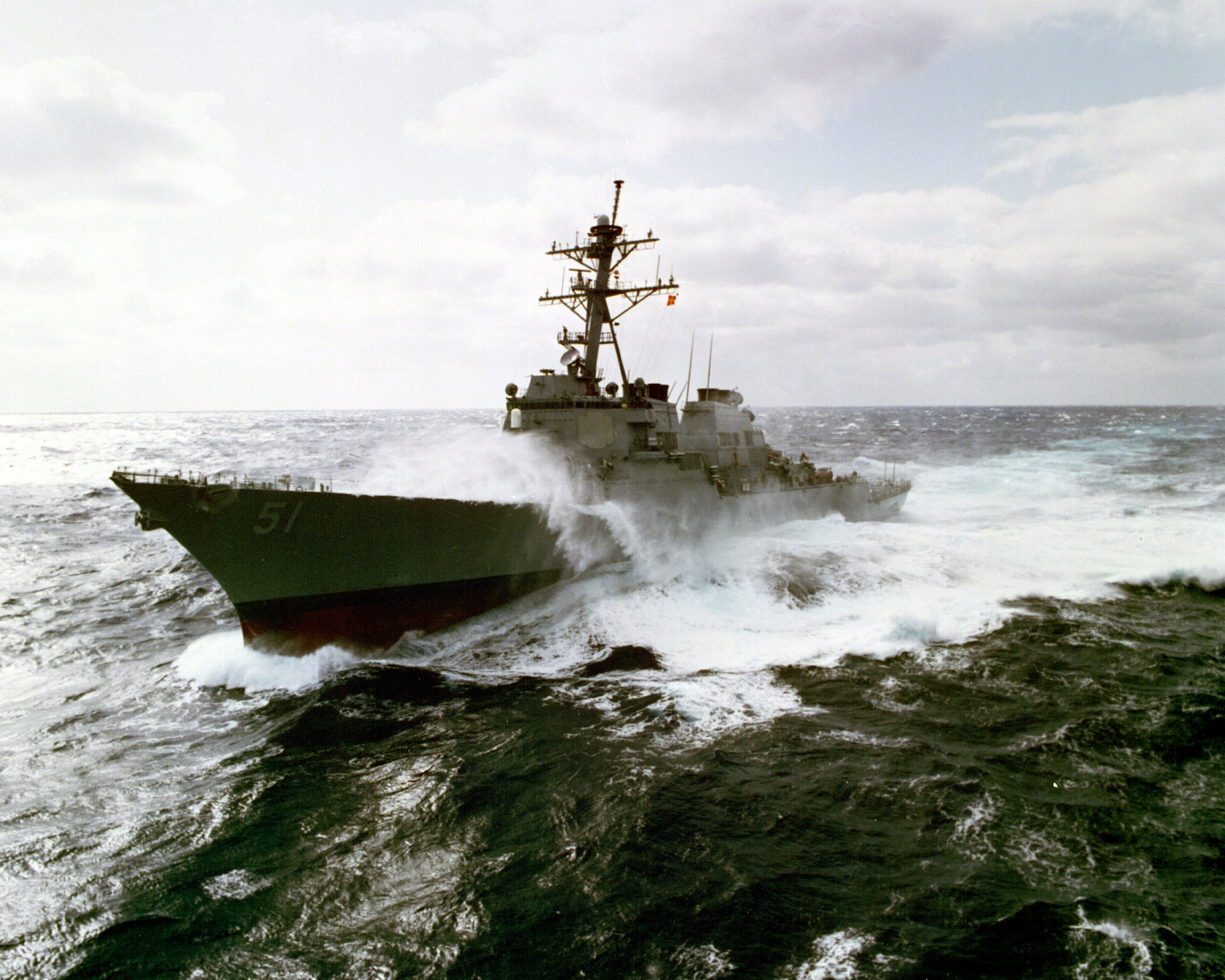
Zerstörer Arleigh Burke, Typschiff seiner Klasse

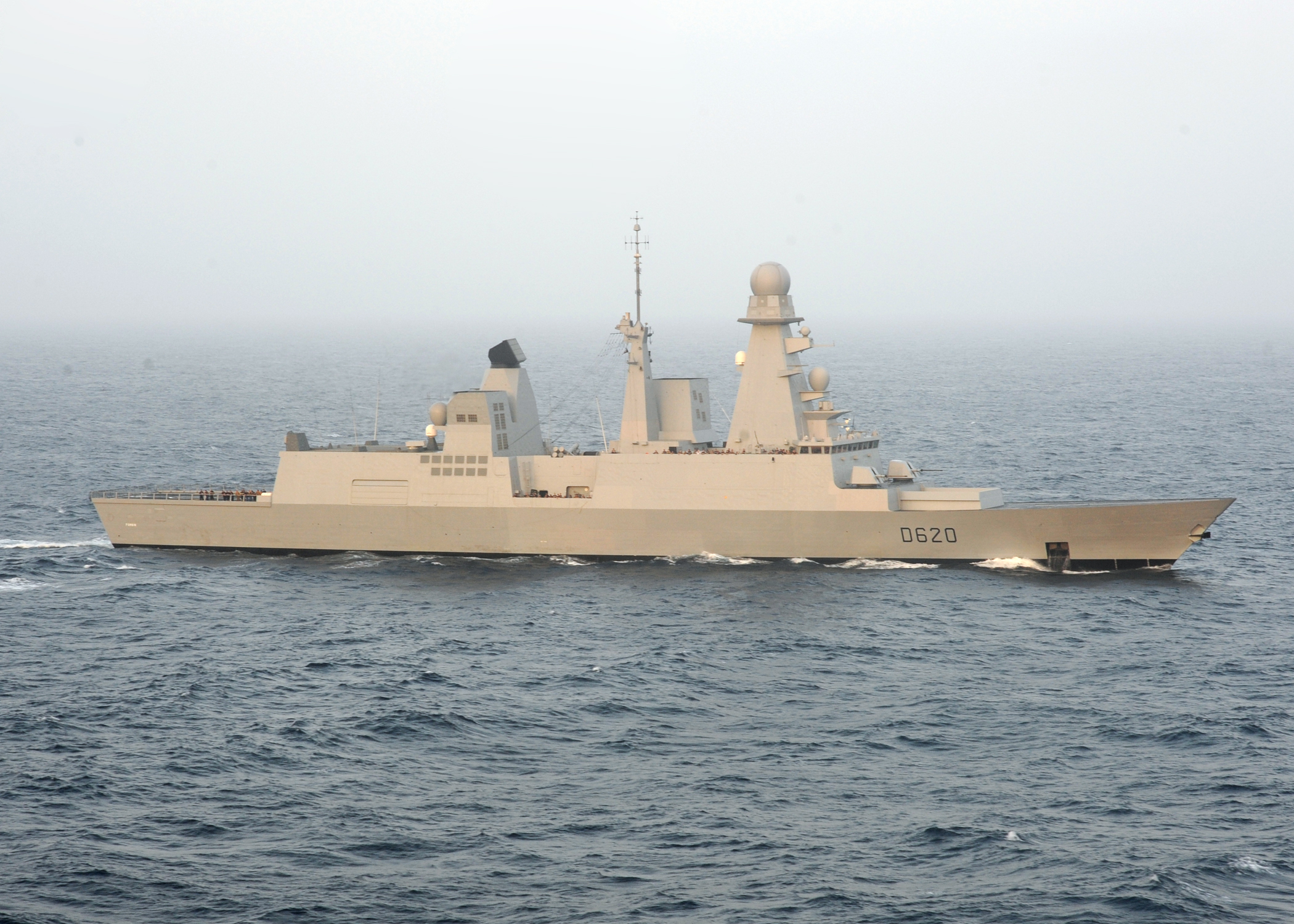
Forbin (D 620), französischer Zerstörer der Horizon-Klasse

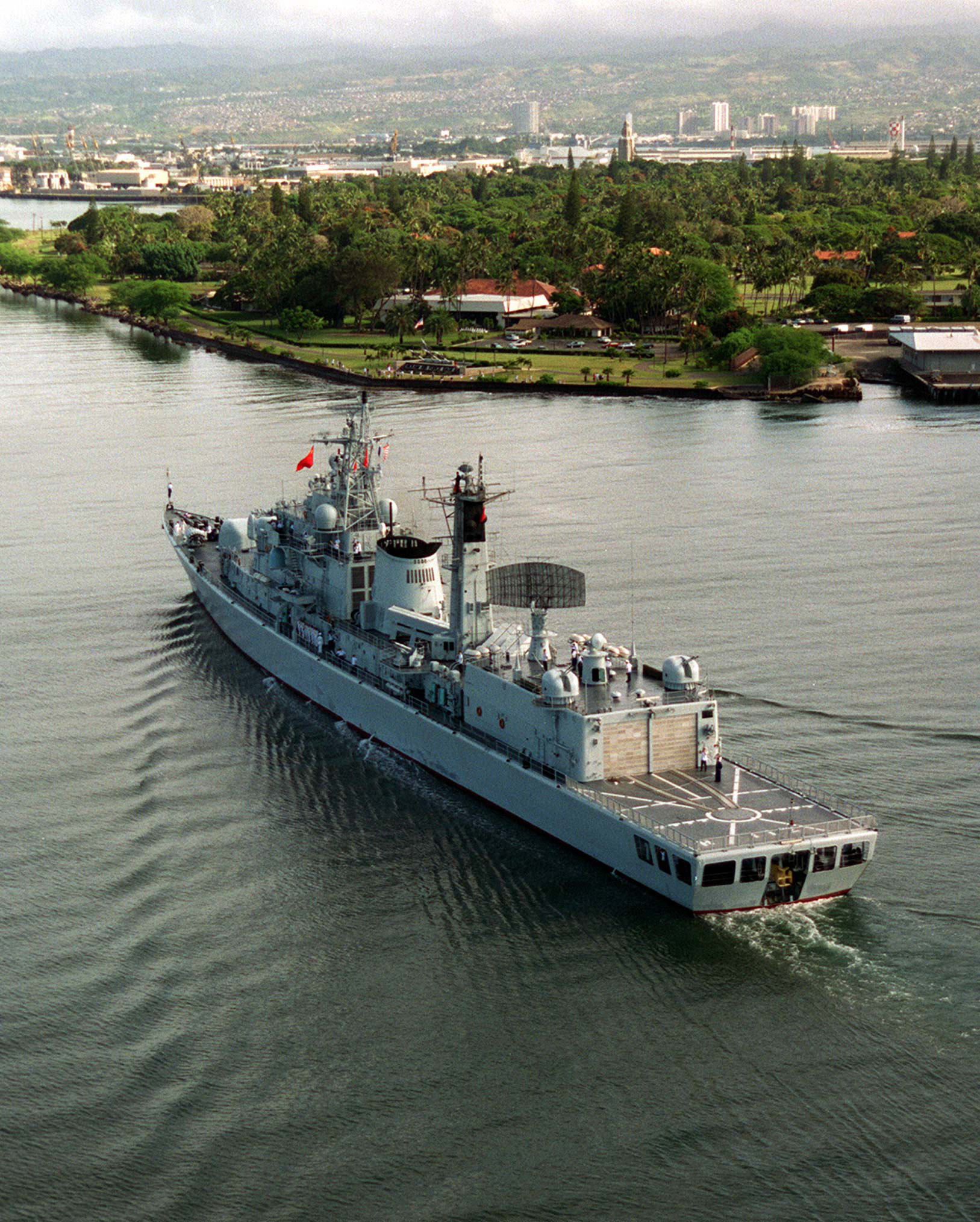
Zerstörer Harbin (DD 112) der chinesischen Volksbefreiungsarmee

Der Zerstörer war ursprünglich ein kleines und schnelles Kriegsschiff zur Abwehr von Torpedobooten, weshalb dieser Schiffstyp anfänglich auch als Torpedobootzerstörer bezeichnet wurde. Inzwischen gehören Zerstörer durch den Wegfall der Schlachtschiffe zu den größeren Einheiten. Außerdem ist der Zerstörer der kleinste Kriegsschiffstyp, der einer Allzweckrolle gerecht wird und daher auch ohne weitere Unterstützung im Alleingang operative Aufträge im Rahmen der Seekriegsführung erfüllen kann.

## Beschreibung
Der Begriff „Zerstörer“ ist eine wörtliche Übersetzung des englischen Wortes „destroyer“, da der Typ in Großbritannien als Reaktion auf die Entwicklung des Torpedos und des Torpedobootes entworfen wurde. Die damals führende britische Marine stützte sich auf große Linienschiffe, die mit ihren großen und schwerfälligen Geschützbatterien schnell herannahende Torpedoboote schlecht abwehren konnten. Zu deren Schutz wurden daher etwas größere und schnellere Torpedoboote gebaut, die mit ihren stärkeren Geschützen angreifende Torpedoboote effektiv bekämpfen sollten. Dieser Typ wurde Torpedobootjäger oder Torpedobootszerstörer (bzw. in Frankreich: Contretorpilleur, in Italien: Cacciatorpediniere) genannt. Die umständliche Bezeichnung Torpedobootszerstörer wurde schon bald zu Zerstörer verkürzt. Für einen Gegenangriff trugen sie ebenfalls eine Torpedobewaffnung. Deshalb ist die Grenze zwischen Torpedoboot und Zerstörer vor allem bei den frühen Schiffen dieser Art fließend.
Im Zweiten Weltkrieg wurden Zerstörer universell eingesetzt und in entsprechend großen Stückzahlen gebaut, allein in den Vereinigten Staaten über 600 Einheiten. Sie waren zu dieser Zeit 2000 bis 4000 t schwer und rund 120 m lang. Sie erreichten etwa 35 Knoten und waren mit vier bis zehn Torpedorohren, sowie etwa fünf Geschützen mit 12,7 cm Kaliber bewaffnet. Dazu kamen eine noch größere Zahl an kleineren Geleitzerstörern, die vor allem der U-Boot-Abwehr dienten und die Geleitzüge begleiteten. Aus diesen Geleitzerstörern ist die moderne Fregatte entstanden.
Sonderentwicklungen stellten die Großzerstörer und Flottillenführer dar, die aber hinsichtlich ihrer Tonnage im Zweiten Weltkrieg von den Standardzerstörern eingeholt wurden.
Heute sind Zerstörer bis über 8000 t groß und mit Flugkörpern, Rohr- und U-Jagdwaffen sowie Bordhubschraubern ausgerüstet. Abgesehen von den Flugzeugträgern zählen sie heute neben den Kreuzern zu den großen Schiffen der Marinen.
Moderne Zerstörer werden heute überwiegend in Stealth-Bauweise gebaut, was ihnen ein glattes, flächiges Aussehen verleiht. Durch die schräge Anordnung aller Überwasserflächen wird die Radarrückstrahlung vermindert. Die Folge ist ein kleinerer Radarquerschnitt: Das Schiff ist vom gegnerischen Radar schwieriger und später zu erkennen. Die USA sind im Zerstörerbau heute führend. Sie bauen die Zerstörer der Arleigh-Burke-Klasse, welche der Flugabwehr ihrer Flugzeugträger dienen. Die meisten Nationen setzen heute auf die kostengünstigeren, weil spezialisierteren und daher kleineren Fregatten.

## Geschichtliche Entwicklung

### Die Anfänge

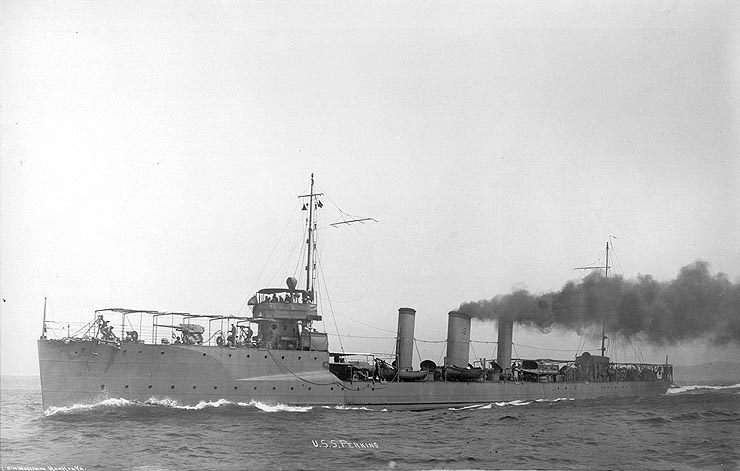
Perkins, 1912

Vorläufer der Zerstörer waren ab 1880 die Torpedokreuzer, die als erste Torpedoboot-Abwehrfahrzeuge entwickelt wurden. Sie waren mit mehreren Torpedorohren und Geschützen bis Kaliber 12 cm bewaffnet und hatten noch eine leichte Panzerung. Sie sollten die Linienschiffe der Hochseekampfflotte begleiten und vor Angriffen feindlicher Torpedoboote schützen. Wegen ihrer Wasserverdrängung bis 1500 Tonnen wurden sie zum Teil auch als Flottenkreuzer oder Kreuzer 3. Klasse klassifiziert (im letzteren Fall fehlte die Torpedobewaffnung oft ganz, dafür waren sie für ihre Größe stark gepanzert). Aufgrund des steigenden Einsatzes der schnelleren und spezialisierteren Torpedobootszerstörer, einer Entwicklung der britischen Royal Navy, ging die Bedeutung der Torpedokreuzer ständig zurück, so dass nach 1900 ihr Bau aufgegeben wurde. Vor allem in den Flotten von Österreich-Ungarn, Russland, Großbritannien, Frankreich, Italien und Japan waren Torpedokreuzer im Einsatz. Die Bezeichnung Torpedokreuzer wird manchmal (wenn auch nicht ganz treffend) auch für die Großzerstörer gebraucht, die im Zweiten Weltkrieg zum Einsatz kamen.

### Die ersten Torpedobootszerstörer
1892 wurden die ersten „torpedo-boat destroyer“ (Torpedobootszerstörer). als Abwehrwaffe gegen Torpedoboote in Dienst genommen. Erste so bezeichnete Klasse waren die bei Yarrow gebauten HMS Havock und HMS Hornet, die 1894 bei der Royal Navy in Dienst kamen. Bis zum Russisch-Japanischen Krieg 1904 gab es in fast allen Marinen große, schnelle, stark bewaffnete Torpedoboote, für die sich die verkürzte Bezeichnung Zerstörer durchsetzte
Die Marine Nationale als intensiver Nutzer von Torpedobooten baute 1899 ihre ersten Torpedobootszerstörer als Durandal-Klasse unter der Bezeichnung „torpilleur d’escadre“. Nach 55 Zerstörern von etwa 300 t erfolgte ab 1909 auch hier eine Vergrößerung des Typs.
Die Vereinigten Staaten stellten 1902 mit der USS Bainbridge, Destroyer No. 1, ihren ersten Zerstörer in Dienst und hatten 1906 16 Zerstörer im Dienst der US Navy.
Bis zum Ersten Weltkrieg wuchsen die Zerstörer von etwa 300 t auf über 1000 t. Der modernste Zerstörertyp der Royal Navy bei Kriegsausbruch war die Laforey-Klasse mit knapp unter 1000 t, die speziell für die Verhältnisse der Nordsee konstruiert war. Die modernsten Zerstörer der französischen Marine waren die der Bisson-Klasse von 800 t. Beide Marinen übernahmen bei Kriegsausbruch noch größere Boote, die in ihren Staaten für südamerikanische Marinen im Bau waren. Die kampfkräftigsten Zerstörer beschaffte zu diesem Zeitpunkt die russische Marine mit den aus der Nowik mit starker deutscher Beteiligung entwickelten Klassen von über 1250 t.
Nur Deutschland bezeichnete seine Zerstörer weiterhin als Torpedoboote und gab ihnen nur Herstellerkennzeichen und Nummern, aber keine Namen. Die letzten vor Kriegsausbruch fertiggestellten Boote gehörten zum Typ Großes Torpedoboot 1911 (V 1–V 6, G 7–G 12, S 13–S 24) und verdrängten 700 bis 750 t. Im Krieg wurde noch ein Boot des Typs Großes Torpedoboot 1916, die V 116, von 2400 t fertiggestellt, das nach dem Krieg an Italien ausgeliefert wurde und bis 1939 als Premuda unter italienischer Flagge fuhr. Für Frankreich wurde die S 113 als Amiral Sénès bis 1919 zu Ende gebaut und ausgeliefert.

### Entwicklung der Kriegsschiffstypen vor 1945

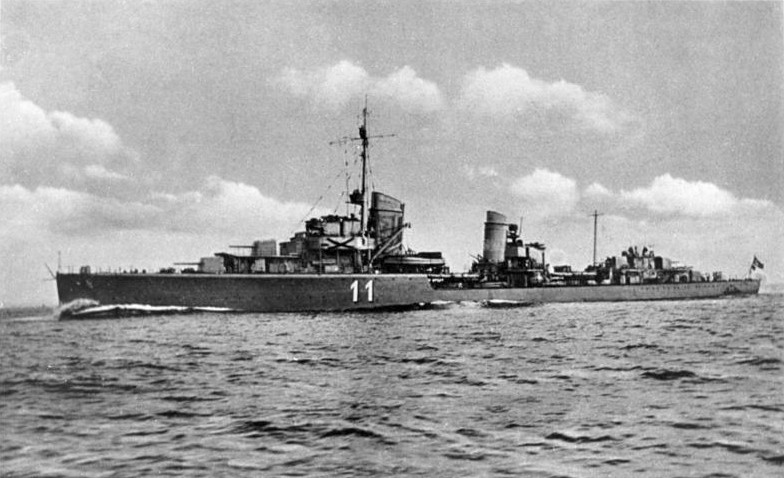
Z 4 Richard Beitzen, deutsche Kriegsmarine, 1937

Vor 1945 waren die großen Überwasserkriegsschiffe aller Seemächte im Grunde genommen zunächst in Zerstörer, leichte und schwere Kreuzer, Schlachtkreuzer und Schlachtschiffe eingeteilt. Diese klare Einteilung hatte ihren Ursprung in den Flottenverträgen von Washington von 1922 und London 1930. In London verpflichteten sich Großbritannien, die USA und Japan zu Höchstgrenzen von Booten dieses Typs (150.000 ts USA/GB, 105.000 ts Japan) und qualitative Höchstgrößen von 1850 ts für Flottillenführer und 1500 ts für normale Zerstörer, deren stärkste Waffen 12,7-cm-Geschütze sein durften. Durch dieses System entstand der „klassische“ Flottenzerstörer des Zweiten Weltkrieges.
Sonderentwicklungen stellten die Großzerstörer insbesondere der französischen Marine und Flottillenführer dar, die aber tonnagemäßig im Zweiten Weltkrieg von den Standardzerstörern eingeholt wurden. Durch die Erfahrungen im Zweiten Weltkrieg setzte ein radikales Umdenken hinsichtlich des Zweckes von Zerstörern ein. Die klassische Aufgabe der Zerstörer war der offensive und defensive Flottendienst, also der Angriff mit Torpedos auf gegnerische Verbände von Schlachtschiffen oder Kreuzern oder die Abwehr gegnerischer Zerstörer.

### Kriegserfahrungen

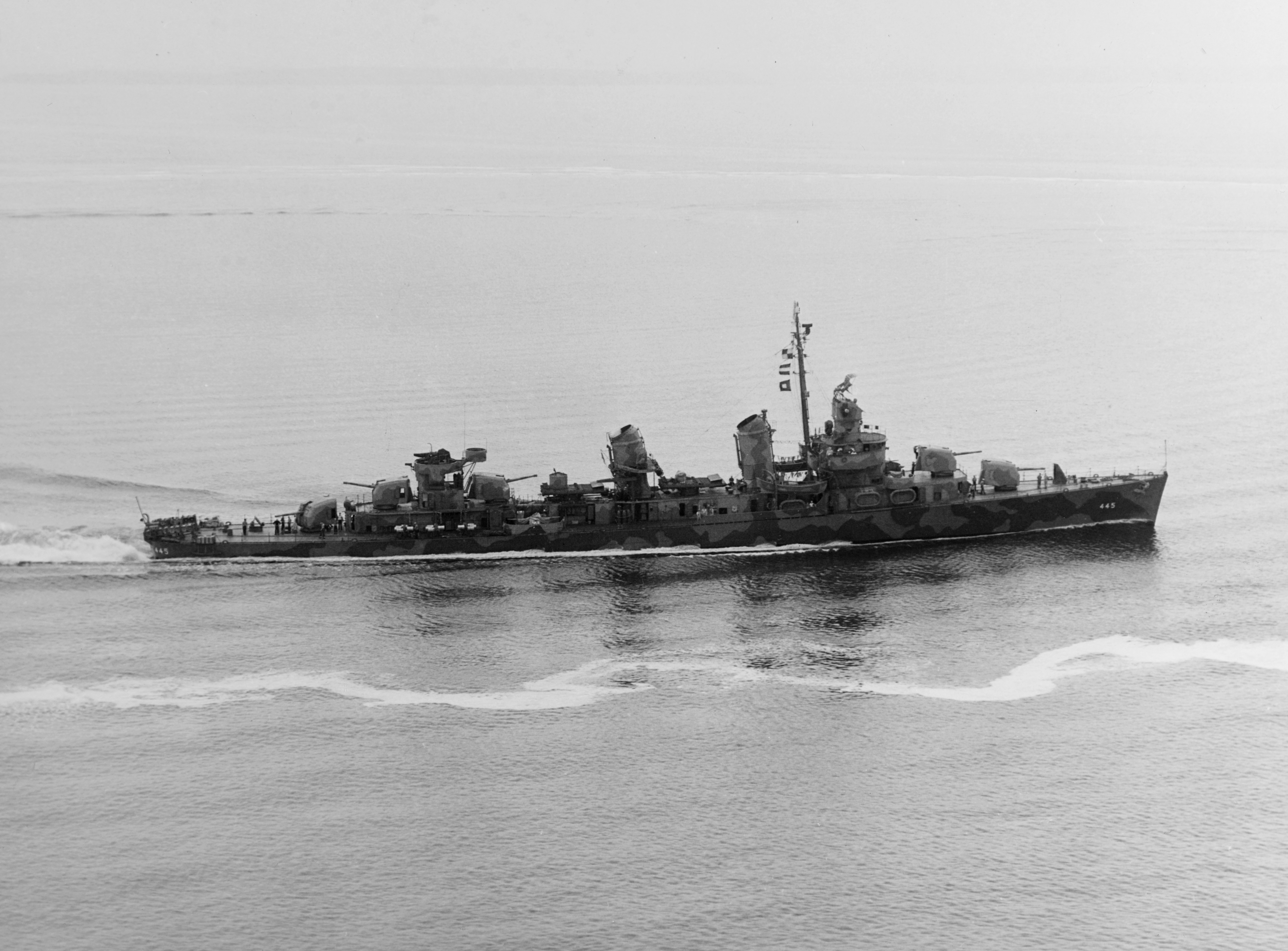
Fletcher, 1942

Im Zweiten Weltkrieg war diese Aufgabe gegenüber rein defensiven Aufgaben wie U-Boot-Jagd und Abwehr von Luftangriffen immer mehr ins Hintertreffen geraten. Zwar gab es vor allem zwischen Zerstörern noch Überwassergefechte Kriegsschiff gegen Kriegsschiff, doch blieben diese eher die Ausnahme. Schon während des Krieges zeigte sich diese Tendenz daran, dass die meisten Zerstörerklassen behelfsmäßig auf die neuen Aufgaben und Bedrohungen umgebaut wurden.
Die Flak- und U-Bootjagdbewaffnung wie z. B. Wasserbomben oder Hedgehogs wurde bei fast allen Vorkriegsmustern erheblich verstärkt. Um dieses Zusatzgewicht auszugleichen, mussten Waffensysteme für den Überwasserkampf wie Artillerie und Torpedorohrsätze entfernt werden.
Im Jahre 1945 hatten die meisten amerikanischen Zerstörer keine Torpedorohre mehr, die Flakbewaffnung dagegen war wegen der Bedrohung durch Kamikazeflugzeuge teilweise vervierfacht worden. Ein zusätzlicher Gewichtsfaktor waren neue Sensoren wie Radar, die immer mehr Platz beanspruchten. Während des Zweiten Weltkrieges wurde dies nur als Notbehelf angesehen, und neue, während des Krieges entworfene Zerstörerklassen wie die britische Battle-Klasse oder die amerikanische Gearing-Klasse hatten nach wie vor Torpedorohre, allerdings war die Hauptartillerie nun immer sowohl gegen Flugzeuge wie Überwasser- und Landziele einsetzbar. Nach dem Krieg setzte ein radikales Umdenken ein: Der Zerstörer wurde nun primär zum Sicherungsschiff für den Flugzeugträger, der die Rolle des Schlachtschiffes als Kern der Flotte übernommen hatte. Trägerverbände waren primär durch gegnerische Flugzeuge und U-Boote bedroht.

### 1950er Jahre

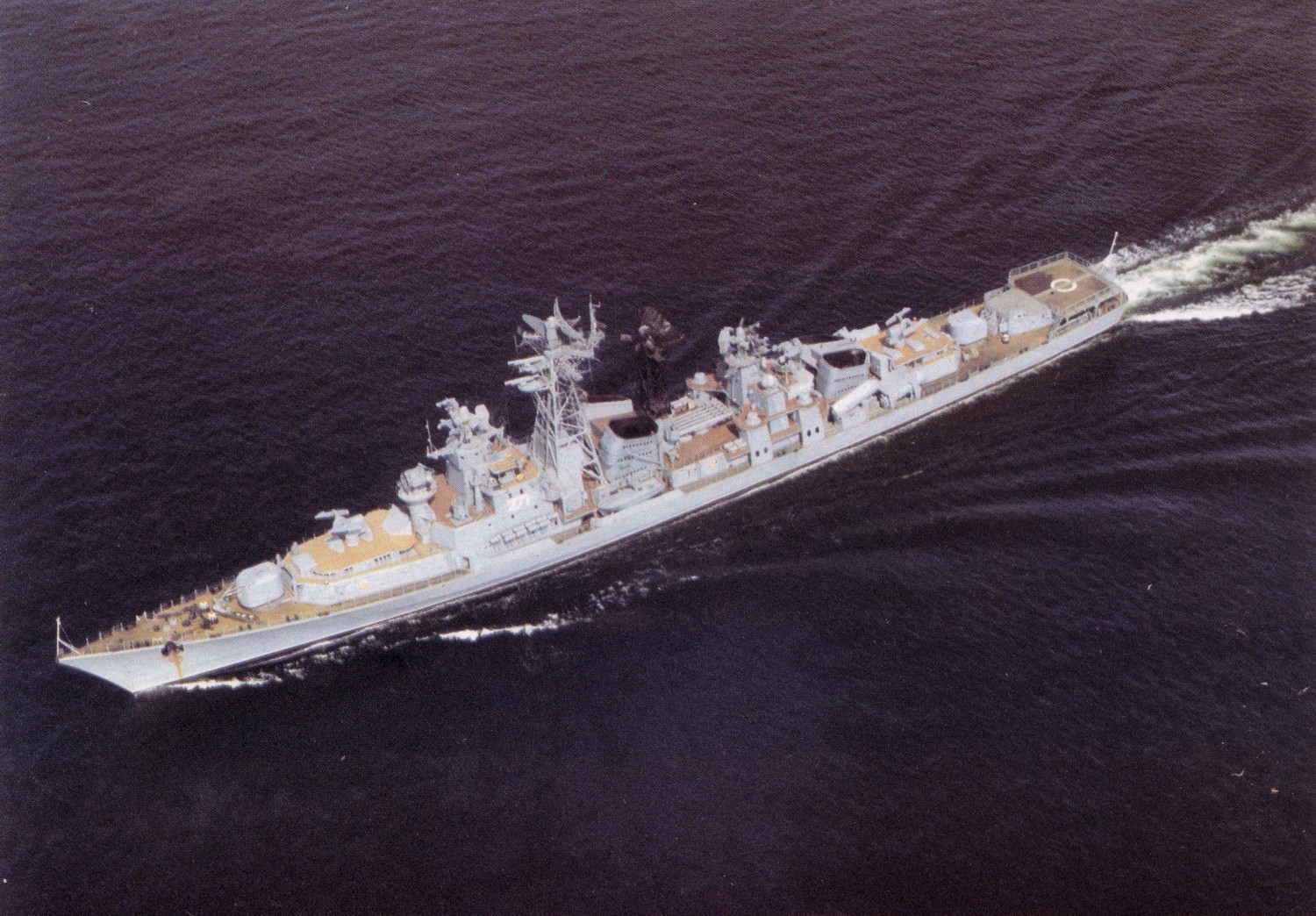
Zerstörer der sowjetischen Kashin-Klasse

Die Zerstörer der 1950er Jahre trugen dieser neuen Rolle Rechnung, und die Torpedorohre verschwanden nun völlig. Bei neuen Entwürfen spielte die U-Bootjagd immer mehr die Hauptrolle, was zu einer Reduzierung der Artillerie führte, beispielsweise von 6 × 12,7 cm bei der Gearing-Klasse aus dem Jahr 1944 zu drei Geschützen bei der Forrest Sherman-Klasse aus den 1950ern.
Bei der Flugabwehr spielte die Flugabwehrrakete eine immer größere Rolle. Diese anfänglich sehr großen Waffen konnten zuerst nur auf Kreuzern eingesetzt werden. Mitte der 1950er Jahre wurde der Lenkwaffenzerstörer entwickelt, dessen Hauptaufgabe der Schutz von anderen Schiffen mittels Lenkwaffen ist. Hier teilt sich nun der Entwicklungsstrang aller Seemächte, und es gibt folgende Unterschiede:
USA
- konventionelle Zerstörer zur U-Bootjagd mit Bezeichnung DD
- Lenkwaffenzerstörer mit Bezeichnung DDG
- besonders große Zerstörer mit Bezeichnung DLG, die beide Aufgaben durchführen konnten

Großbritannien
- Zerstörer zur Flugabwehr mit gelenkten Raketen
- schnelle, große Fregatten zur U-Bootjagd, teilweise größer als Zerstörer

Frankreich
- sowohl als Lenkwaffenschiff wie als U-Bootjäger

UdSSR
- Die traditionelle Bezeichnung „Zerstörer“ wurde ganz aufgegeben und die Schiffe nach ihrer Funktion als „großes Raketenschiff“ oder „großes U-Bootjagdschiff“ bezeichnet.

## Zerstörer der Bundesmarine
Die ersten sechs Zerstörer Zerstörer 1 bis Zerstörer 6 (Klasse 119) der neu aufgestellten Bundesmarine wurden Ende der 1950er Jahre als Leihgabe von den USA übernommen. Sie waren dort während des Zweiten Weltkriegs als Einheiten der Fletcher-Klasse gebaut worden und wurden in den 1980er Jahren durch Fregatten der Bremen-Klasse ersetzt.

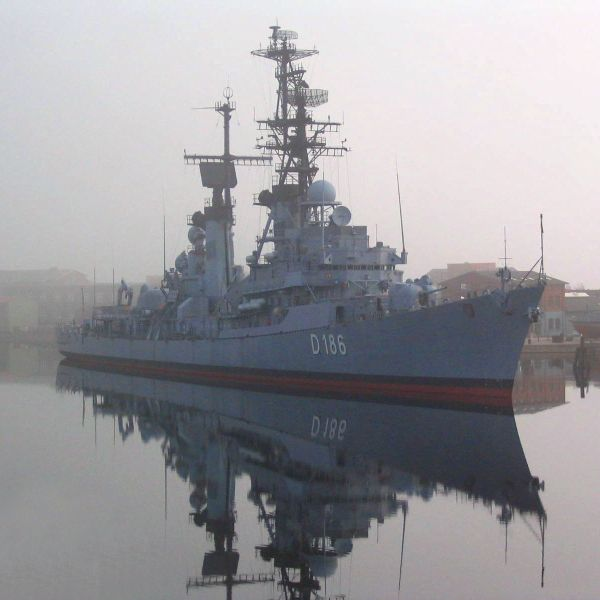
Mölders

Die Schiffe der Hamburg-Klasse, vier in den 1960er Jahren in Dienst gestellte Zerstörer-Neubauten der Hamburger Werft H. C. Stülcken Sohn (Hamburg, Schleswig-Holstein, Bayern und Hessen) wurden Anfang der 1990er Jahre durch vier Fregatten der Brandenburg-Klasse (Brandenburg-Klasse (1994)) ersetzt.
Die drei in den USA gebauten Einheiten der Lütjens-Klasse (Lütjens, Mölders und Rommel) wurden 1969/70 in Dienst gestellt und waren modifizierte Schiffe der amerikanischen Charles-F.-Adams-Klasse. Im Jahr 1999 (Rommel) bzw. 2003 (Mölders und Lütjens) wurden sie außer Dienst gestellt. Ausschlaggebend waren hohe altersbedingte Wartungs- und Betriebskosten, die zum Teil aus den nicht mehr zeitgemäßen Dampfkesselantriebsanlagen und den hohen Kosten für Ersatzteilbeschaffungen resultierten.
Die drei Fregatten der 2004–2006 in Dienst gestellten Sachsen-Klasse ersetzten diese letzten als Zerstörer bezeichneten Schiffe der Deutschen Marine. Aufgrund ihrer Ausstattung und der Fähigkeit, Aufträge im Alleingang erfüllen zu können, ordnen viele Fachbücher die Sachsen-Klasse de facto als Zerstörer ein. Dennoch wird sie als Fregatte geführt.

## Moderne Zerstörertypen

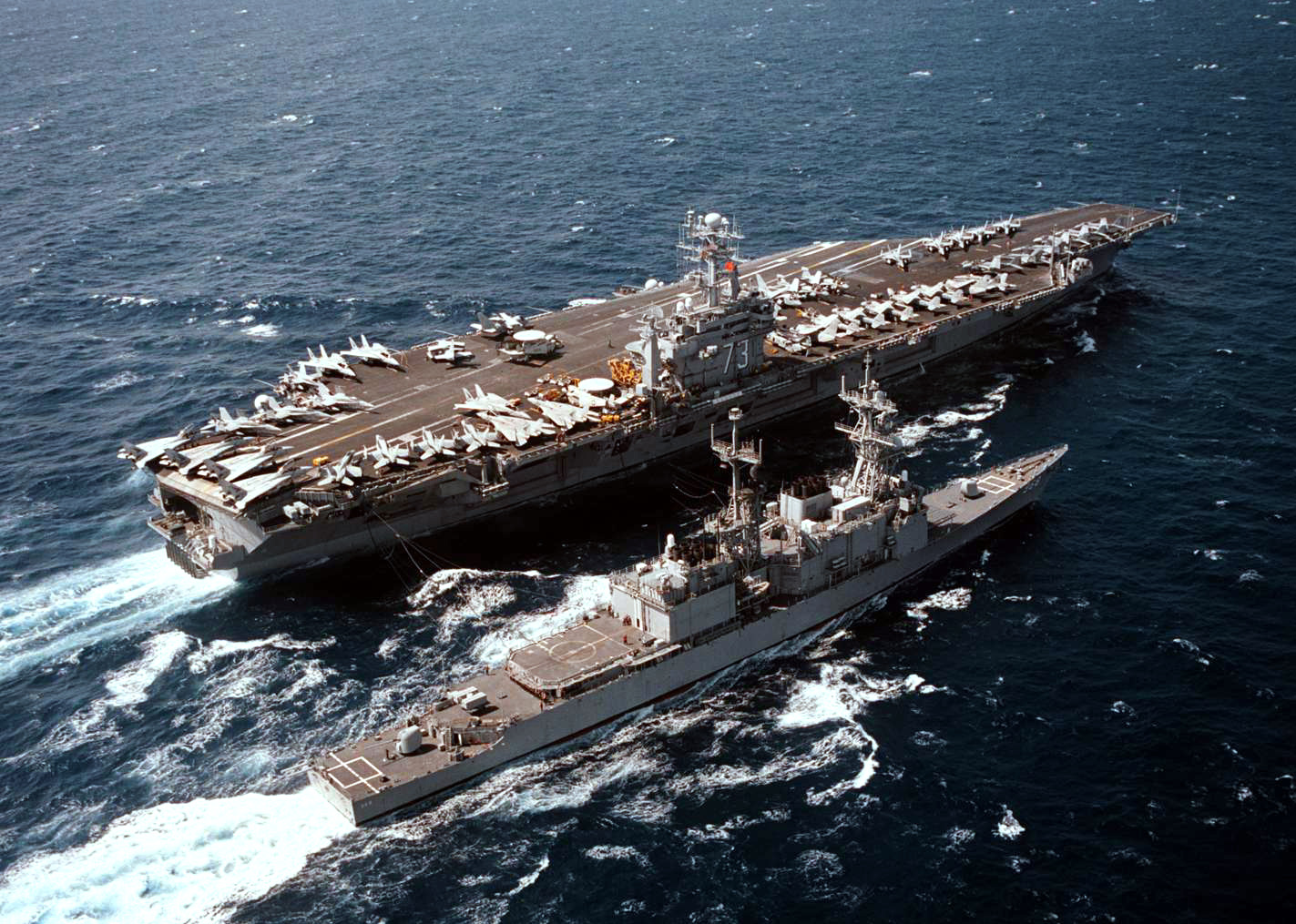
Der Zerstörer Arthur Radford (Spruance-Klasse) neben dem Flugzeugträger George Washington

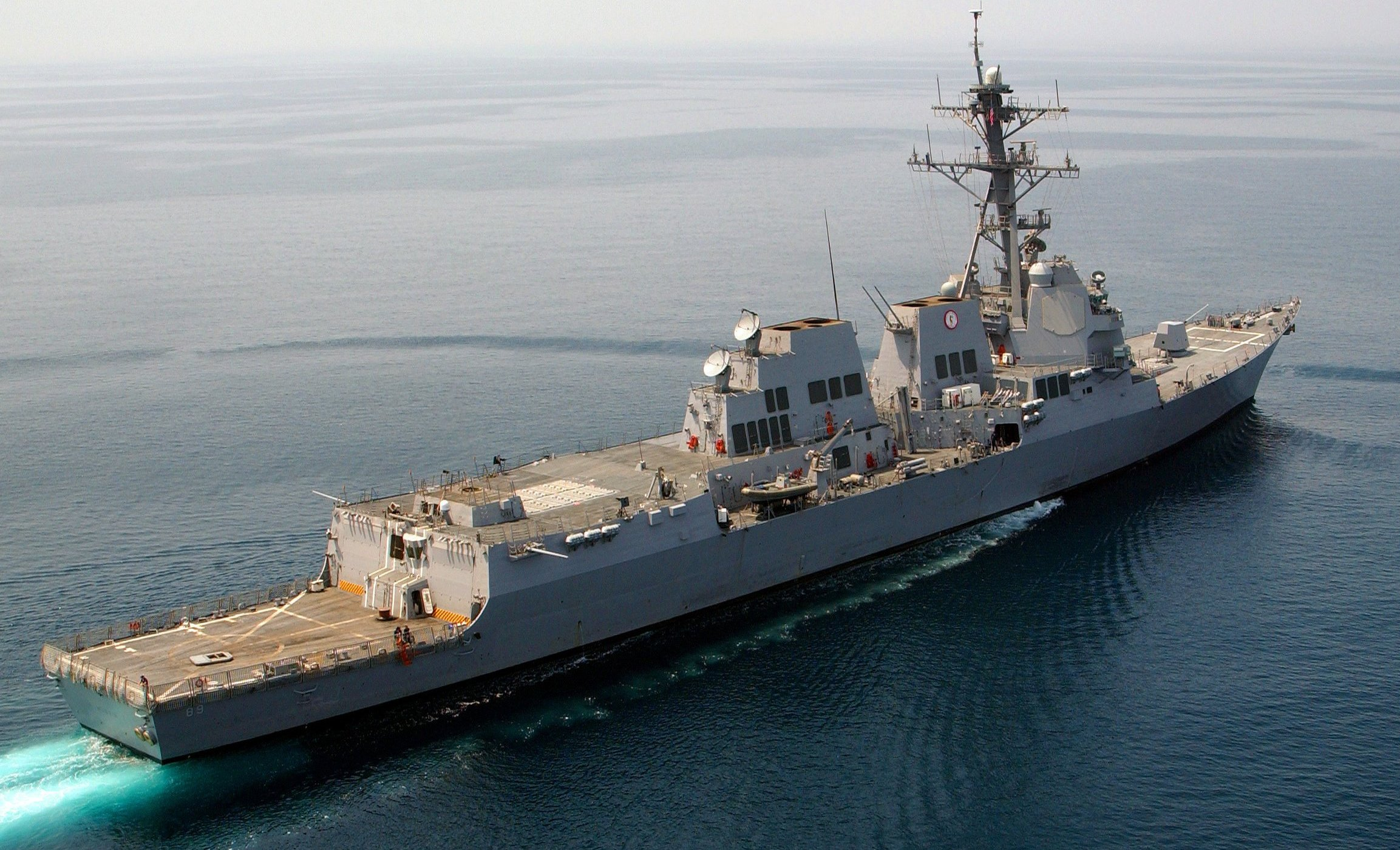
Die Mustin in achterlicher Ansicht

Der klassische Zerstörertyp, der sich aus dem Torpedoboot entwickelt hatte, hielt sich noch bis in die 1970er Jahre. Auch wenn amerikanische und russische Lenkwaffenzerstörer damals eine andere Rolle hatten, waren sie konstruktionsmäßig immer noch eine Fortentwicklung des alten Typs, erkennbar am Dampfturbinen-Antrieb und einem sehr schlanken Rumpf.
Allmählich setzte sich die Erkenntnis durch, dass eine Geschwindigkeit um 30 Knoten für heutige Aufgaben ausreichend ist. Diese Geschwindigkeit konnte auch mit Gasturbinen, Diesel oder gemischtem Antrieb (CODOG oder CODAG) erreicht werden. Der Verzicht auf hohe Geschwindigkeit wiederum ermöglichte einen weniger schlanken Rumpf und damit eine endgültige Abkehr von der schlanken Zerstörerlinie.
Ein erster Entwurf dieser Art war die amerikanische Spruance-Klasse, ein Entwurf, der von vielen Traditionalisten als ungeheuer hässlich und zudem viel zu groß eingestuft wurde: Diese Schiffe verdrängten 9.100 Tonnen und kamen damit schon in den Bereich eines Kreuzers, besaßen Gasturbinenantrieb und eine für ihre Größe leichte Bewaffnung. Aus Traditionsgründen gab man diesem neuen U-Jagdschiff die Bezeichnung „Destroyer“, obwohl es im Prinzip einen völlig neuen Typ darstellte. Aber die Grundideen wurden in neuen Schiffen aufgenommen, so dass sämtliche neueren amerikanischen Schiffe (und viele Entwürfe amerikanischer Verbündeter) auf ihr basieren. Diese werden entweder „Guided missile destroyer“ (z. B. die Arleigh Burke-Klasse) oder „Guided missile cruiser“ (Ticonderoga-Klasse) genannt, aber sind letztlich Varianten desselben Typs mit unterschiedlichen Rollen, was sie allerdings auch in den Grenzbereich zwischen Zerstörern und Fregatten schiebt. Der letzte „klassische“ Zerstörertyp der US-Navy war die Charles F. Adams-Klasse. Letztlich sind die Bezeichnungen Kreuzer, Zerstörer und Fregatte heute nur noch Traditionsnamen, die nur noch über z. B. NATO-Einsatzdefinitionen eine Auskunft über Rolle und Größe geben, obwohl die Grenzen zwischen den Bezeichnungen immer mehr verschwimmen und die Übergänge sehr fließend sind.

### Aufgaben moderner Zerstörertypen
Die Aufgaben der modernen Zerstörer sind in der Regel recht spezialisiert. Bei den meisten modernen Zerstörern liegt der Schwerpunkt auf weiträumiger Luftabwehr (AAW), wie z. B. bei der Arleigh Burke-Klasse. Daneben werden die klassischen Seekriegsszenarien aus dem Kalten Krieg, wie ASW (U-Boot-Jagd) und ASuW (Schiffsbekämpfung), nicht ganz übergangen. Die Spruance-Klasse ist zum Beispiel noch eine solche Konstruktion des Kalten Kriegs. Inzwischen ist auch wieder ein Trend zur Ausrüstung mit Waffen zur Landzielbekämpfung zu beobachten (Arleigh Burke-Klasse). Mit der Ausmusterung der Schlachtschiffe, die mit ihren riesigen Geschützen hervorragende Feuerunterstützung geben konnten, ist diese Fähigkeit weitgehend verloren gegangen. Mit Marschflugkörpern versucht man jetzt, diese Fähigkeit wiederzuerlangen.

### Moderne Zerstörer-Klassen
- Amerika
  - Arleigh-Burke-Klasse (USA)
  - Zumwalt-Klasse (USA)
- Europa
  - Udaloy-Klasse (Russland)

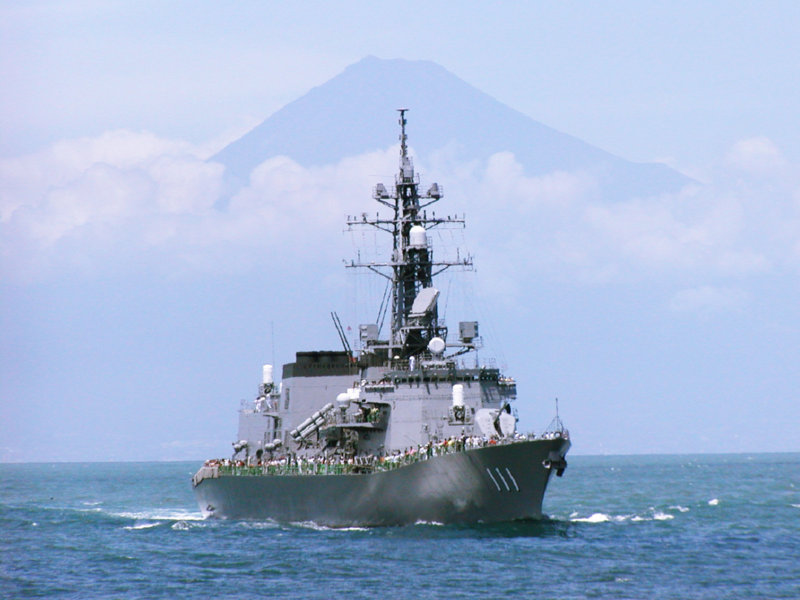
Ōnami (Japan)

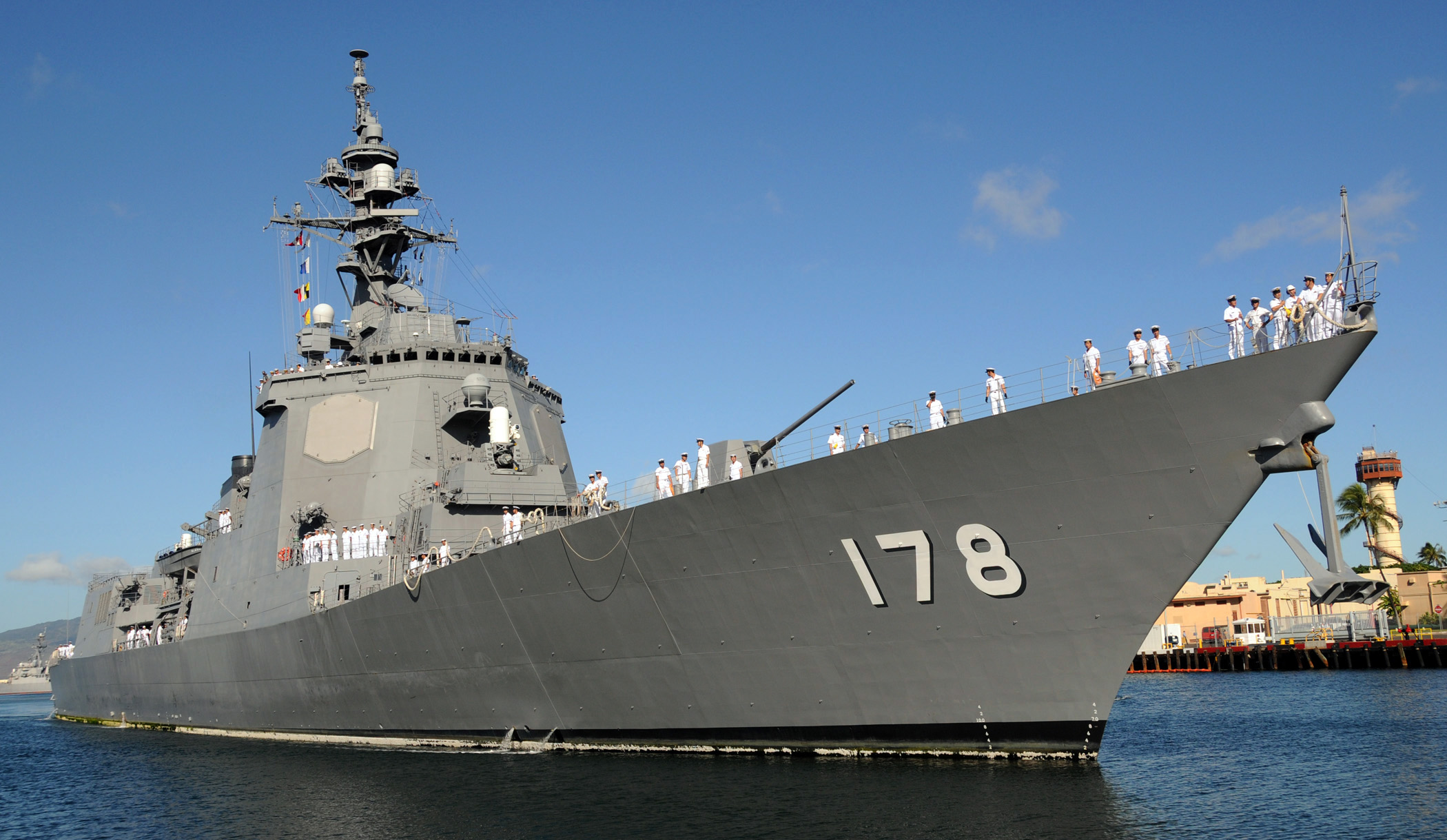
Ashigara (Japan)

  - Sowremenny-Klasse (Russland, auch in die VR China exportiert)
  - De-la-Penne-Klasse (Italien)DDG991 Sejong the Great (Korea)
  - Daring-Klasse (Großbritannien)

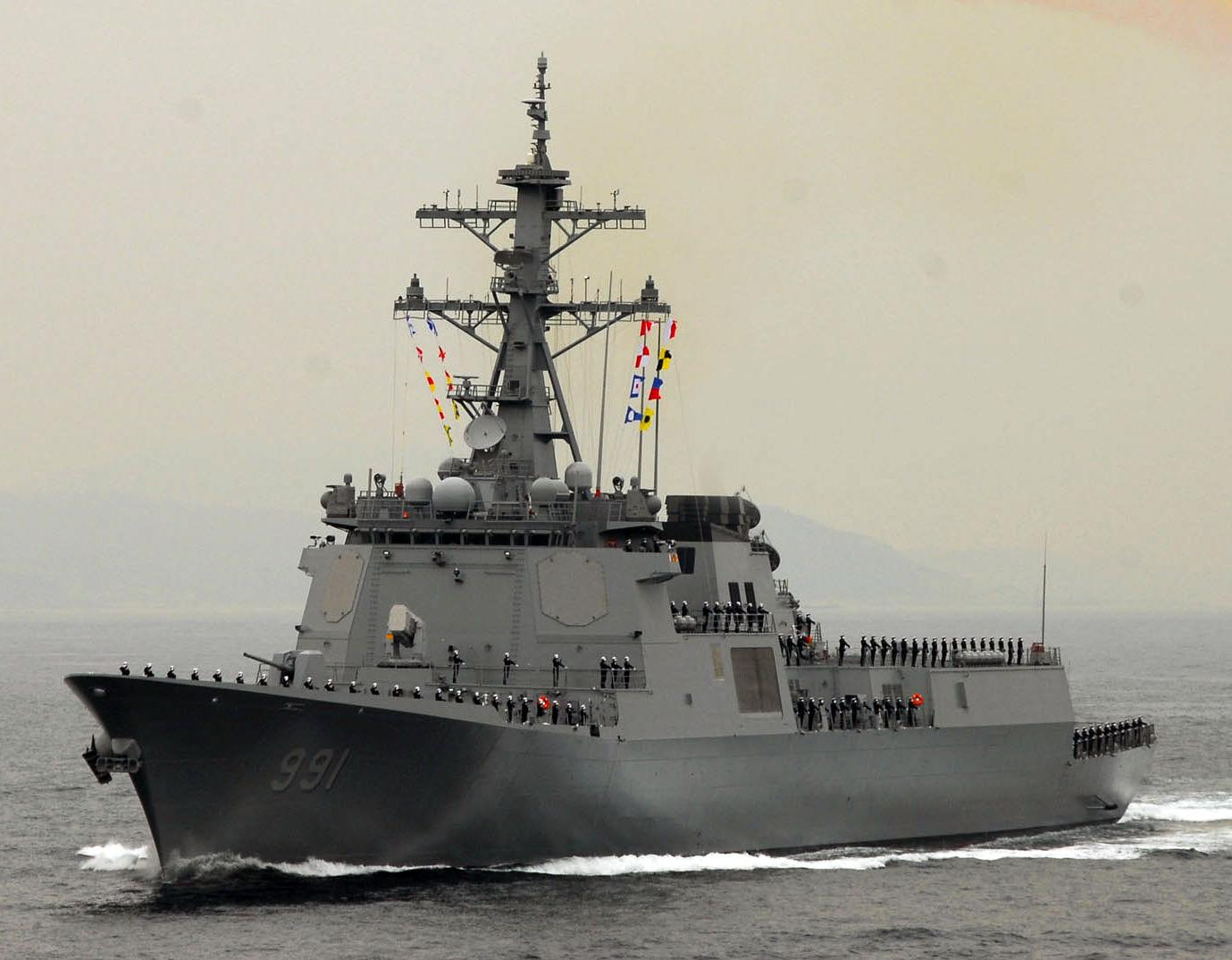
DDG991 Sejong the Great (Korea)

  - Horizon-Klasse, (Frankreich/Italien)
- Asien
  - Kongō-Klasse (Japan)
  - Atago-Klasse (Japan)
  - Maya-Klasse (Japan)
  - Murasame-Klasse (Japan)
  - Takanami-Klasse (Japan)
  - Akizuki-Klasse (Japan)
  - Asahi-Klasse（Japan）
  - Typ 052 (Habin-Klasse/Luhu-Klasse) (VR China)
  - Typ 051B (Shenzhen/Luhai-Klasse) (VR China)
  - Typ 052B (Guangzhou-Klasse/Luyang-I-Klasse) (VR China)
  - Typ 052C (Lanzhou-Klasse/Luyang-II-Klasse) (VR China)
  - Typ 051C (Shenyang-Klasse/Luzhou-Klasse) (VR China)
  - Typ 052D (Kunming-Klasse/Luyang-III-Klasse) (VR China)
  - Chungmugong-Yi-Sun-sin-Klasse, (Südkorea)
  - Sejongdawang-Klasse, (Südkorea)
  - Delhi-Klasse (Projekt 15) (Indien)
  - Kolkata-Klasse (Projekt 15A) (Indien)
- Australien und Ozeanien
  - Hobart-Klasse (Australien)

## Zukünftige Zerstörer

### Stealth-Technik

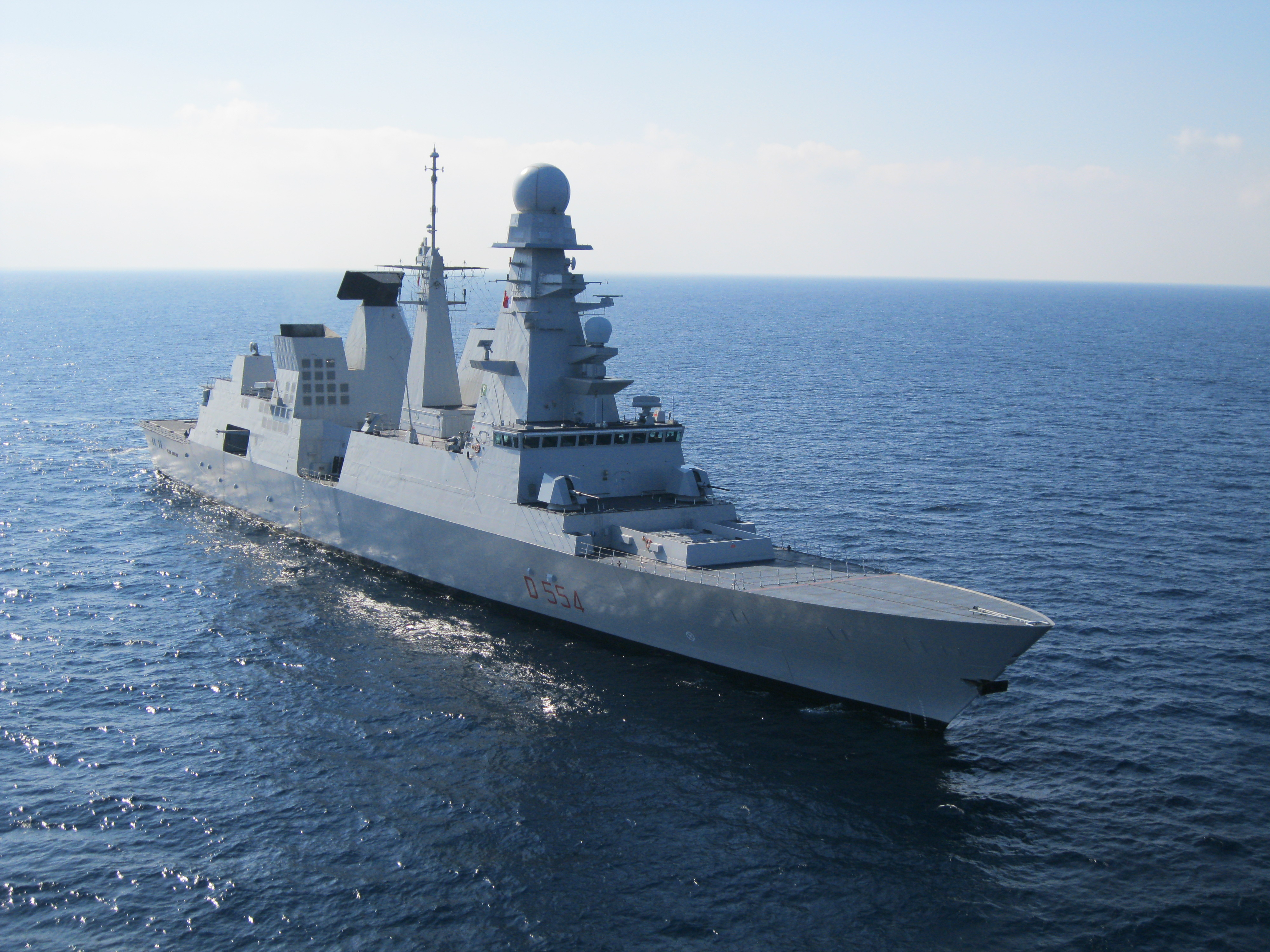
Caio Duilio (Italien) Horizon-Klasse

Die meisten aktuell in Beschaffung oder in Planung befindlichen Zerstörer werden nach dem Stealth-Prinzip gebaut. Das heißt, die Schiffe werden so gebaut, dass sie schwierig ortbar sind. Das wichtigste dabei ist, die Radarrückstrahlung zu reduzieren. Dafür müssen alle Außenwände schräggestellt und speziell beschichtet sein. Auch Raketenstarter, Geschütze, Beiboote etc. müssen entsprechend verkleidet werden. Ein zweiter Punkt ist das Reduzieren der Wärmeabstrahlung, da diese von Infrarot-Sensoren geortet werden kann. Das Hauptproblem sind hierbei die Abgase, die deshalb in einem komplizierten Verfahren mit Luft durchmischt und abgekühlt werden, bevor sie ausgestoßen werden. Mitunter werden sogar ganze Außenwände des Schiffes mit kaltem Wasser gekühlt. Der Vorteil dieser vielen teuren Techniken besteht darin, dass die Schiffe schwieriger und somit erst später vom Gegner geortet werden können. Nach der Ortung soll das Schiff für den Gegner nur als sehr kleines Objekt erkennbar sein; deutlich unterhalb der realen Größe. Ein Nachteil besteht darin, dass die Schiffe durch die dabei notwendige Technik verhältnismäßig teuer sind. Viele Marinen beschaffen daher aus Kostengründen eine geringere Anzahl an Schiffen als von der Vorgängerklasse, was durch die gesteigerte Leistungsfähigkeit der neuen Zerstörer kompensiert werden soll.

### Bewaffnung
Die meisten dieser modernen Zerstörer haben den Bewaffnungsschwerpunkt auf weitreichender Luftabwehr, sogenannte AAW-Zerstörer (Zumwalt-Klasse, Daring-Klasse, Horizon-Klasse, Sachsen-Klasse). Daneben verfügen sie teilweise auch über ASW- (U-Boot-Jagd) und ASuW- (Schiffbekämpfung) Fähigkeiten (Horizon, F124). Die US-Zerstörer der Zumwalt-Klasse besitzen zusätzlich zu ihrer AAW-Ausstattung weitreichende Landangriffsfähigkeiten (Tomahawk-Marschflugkörper und zwei 15,5-cm-Geschütze). Zur U-Boot-Jagd führen nahezu alle modernen Zerstörer einen oder zwei Hubschrauber mit. Die US Navy plant, ihre Schiffe zudem langfristig mit Drohnen auszustatten.

### Zukünftige Zerstörer-Klassen
- Projekt 21956, Russland, geplanter Entwurf auf Basis der Udaloy-Klasse mit Stealth-Eigenschaften zur Ablösung der Udaloy- und Sowremenny-Klasse
- Visakhapatnam-Klasse (Projekt 15B), Indien, vier Schiffe im Bau
- DDG(X), USA, geplanter Entwurf mit Stealth-Eigenschaften zur Ablösung der Lenkwaffenkreuzer der Ticonderoga-Klasse und der ältesten Lenkwaffenzerstörer der Arleigh-Burke-Klasse.[11]